# Бібі Андерссон
Бі́бі А́ндерссон (швед. Bibi Andersson; *11 листопада 1935, Стокгольм — 14 квітня 2019, там же) — шведська кіноакторка.

## Основні здобутки
Відома завдяки ролям у психологічних драмах І. Берґмана («Сьома печатка», «Сунична галявина», «Біля витоків життя», «Персона», «Пристрасть», «Сцени з подружнього життя») та інших режисерів («Коханка», «Постіль для брата і сестри» Вільґота Шемана); грала і в театрі.

## Фільмографія
- 1955 : Усмішки літньої ночі / Sommarnattens leende — акторка
- 1966 : Вибачте, ви за чи проти? / (Scusi, lei è favorevole o contrario?) — Інгрід
- 1966 : Ліжко для брата і сестри 1782
- 1971 : Людина з іншого боку
- 1987 : Бенкет Бабетти / (Babettes gæstebud) — шведська гофдама
- 2007 : Арн: Лицар-тамплієр

## Смерть
Померла 14 квітня 2019 року у віці 83 роки, внаслідок ускладнень після перенесеного інсульту